# Kalkwerk Lengefeld
Das Kalkwerk Lengefeld war ein Kalk-Bergwerk südwestlich der sächsischen Stadt Pockau-Lengefeld im Erzgebirge. Es war das letzte mit Schachtförderung arbeitende Bergwerk Sachsens bzw. der deutschen Seite des Erzgebirges.
Die Kalkförderung reicht am Standort Lengefeld bis ins 16. Jahrhundert zurück. Bis heute blieb hier ein geschlossener Denkmalbestand erhalten, der einen Einblick in die fast 500-jährige Geschichte der Kalkförderung und -verarbeitung gewährt. Die historischen Anlagen des Kalkwerks Lengefeld sind deshalb eine ausgewählte Stätte des UNESCO-Welterbe Montanregion Erzgebirge.

## Geologie der Lagerstätte

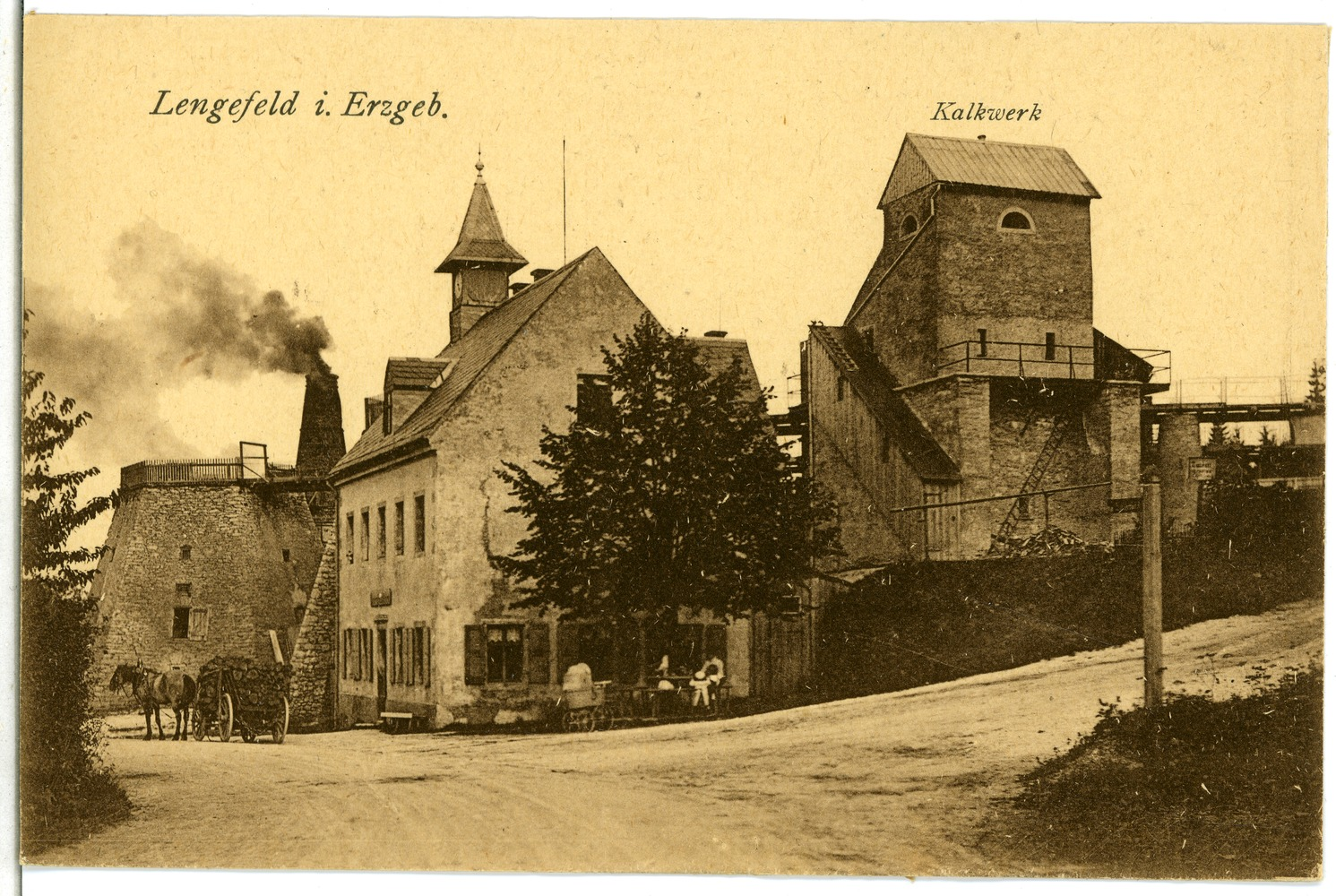
Blick von der Straßenseite auf einer Ansichtskarte von 1906

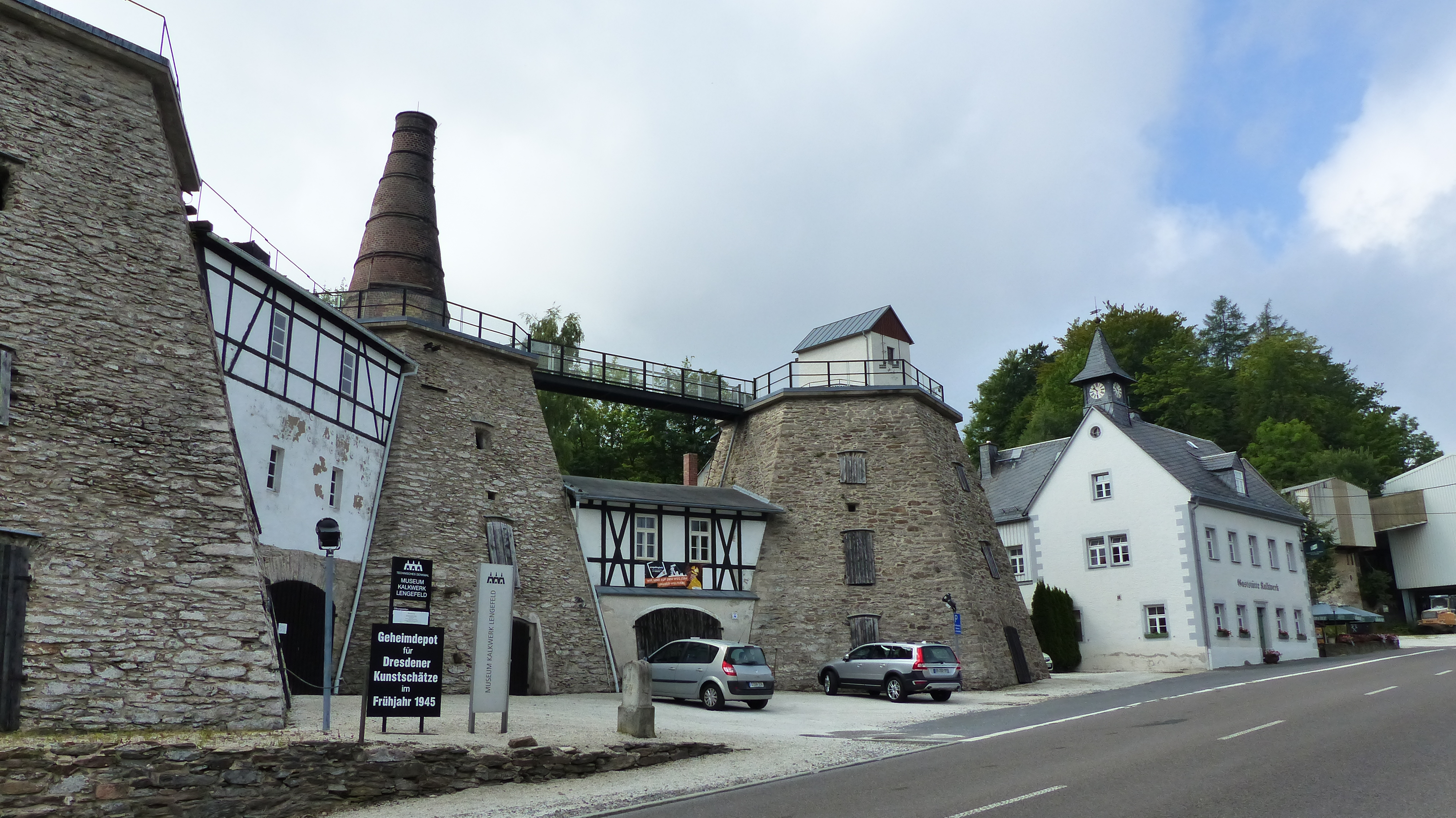
Blick auf die historischen Tagesanlagen von der Straßenseite (B 101)

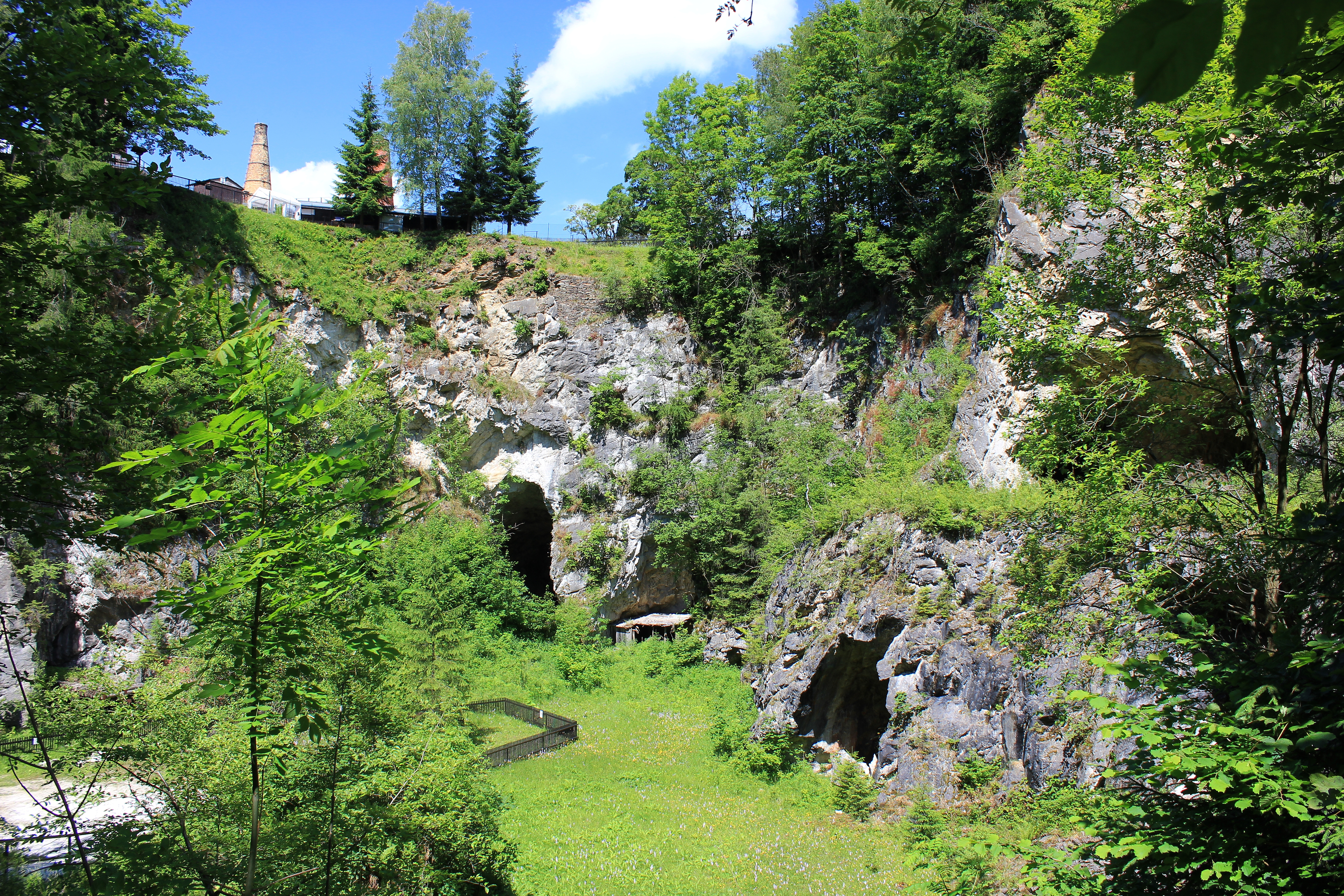
Blick in den Tagebruch – in den Abbaukammern der 2. Sohle wurde während des Zweiten Weltkrieges ein Teilbestand der Dresdner Gemäldegalerie eingelagert

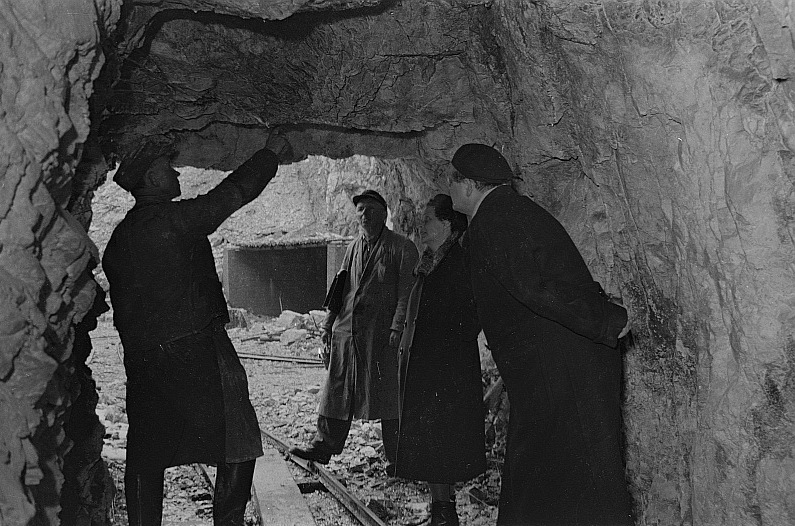
Stollenmundloch auf Tagebruchsohle (Ende 1945)

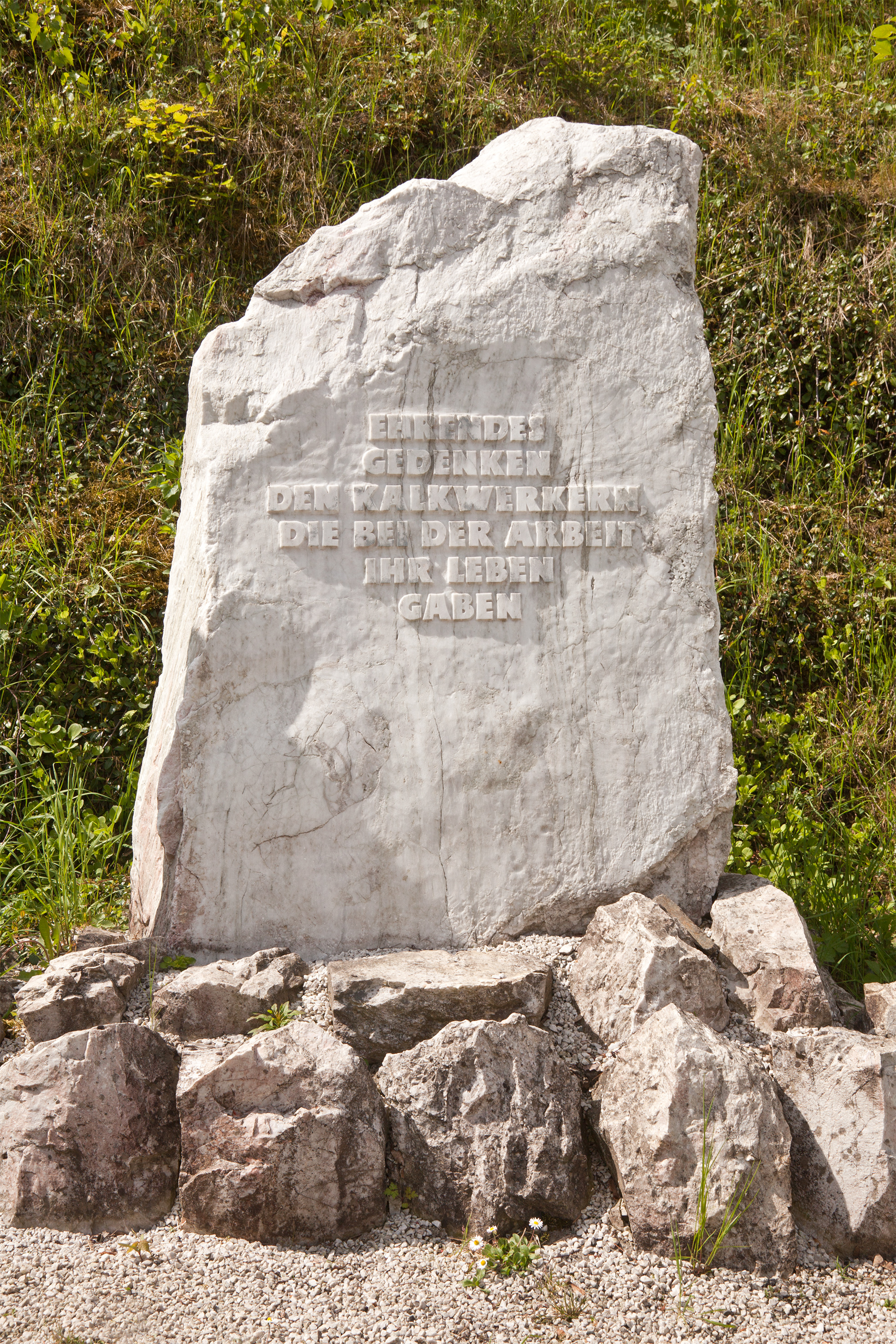
Denkmal für im Bergwerk zu Tode gekommene Arbeiter

Die Lagerstätte Lengefeld befindet sich unweit der Bundesstraße 101 im Wald zwischen der Heinzebank und Pockau. Als Wertstoffkomponente findet sich ausschließlich Dolomitmarmor, der lithostratigrafisch der Raschau-Formation innerhalb der Keilberg-Gruppe zugeordnet wird. Der unmittelbare Rahmen der Lagerstätte wird durch die unterkambrische, etwa 530 bis 540 Millionen Jahre alte, Raschauer Folge der Keilberg-Serie gebildet. Feldspatführende Muskovitschiefer bilden die Basis dieser Folge, in der sich geringmächtige Amphibolitlinsen eingeschaltet finden. Der Dolomitmarmorhorizont hat eine Mächtigkeit von durchschnittlich 50 bis 90 Metern. Als Nebengestein finden sich granatführende und quarzitische Muskovitschiefer sowie eingeschaltete Quarzitschieferbänke. Durch die variszische Gebirgsbildung wurde der einst kompakte Marmorkörper in fünf Blöcke (Altes Lager, Neues Lager, Tiefes Lager, Lößnitz-Lager, Weißer Ofen 1) zergliedert.

## Geschichte
Der Kalkabbau dieser Lagerstätte wurde in einem Lehnbrief von 1528 erstmals erwähnt. Er erfolgte auf Grundlage von Pachtverträgen oder als fiskalisches Werk unter Aufsicht der Königlich-Sächsischen Forstämter. 1567 sind die Existenz eines Bruches sowie zweier Brennöfen anhand der Verkaufsurkunde der Herrschaft Rauenstein an Kurfürst August belegbar. Als herstellbare Kalkmenge sind dabei für den einen Ofen 280 Tonnen, für den anderen 260 Tonnen pro Brennvorgang genannt. Kalk aus Lengefeld wurde unter anderem von Baumeister Hans Irmisch für den Bau von Schloss Freudenstein in Freiberg bezogen.
Der Scheibenberger Pfarrer und Chronist Christian Lehmann rühmte ausgangs des 17. Jahrhunderts den Kalkabbau um Lengefeld:

„An der Flöhe und ihren Einfällen liegen 3 fürnehme Kalck-Ofen um Lengefeld, die hoch æstimirt werden, dieweil man alle Jahr daselbst zu 3, 4 und auch mehrmahlen iederzeit auf 300 Tonnen Kalck brennen kan, und gilt die Tonne auff der Stelle 8 gr.“

Zur Geschichte des Werks findet sich in der „Neuen Sächsischen Kirchengalerie“ von 1908 eine recht ausführliche Schilderung:

„[…] im Betriebe sind die Kalkbrüche und Kalköfen des seit lange fiskalischen Kalkwerkes im Lengefelder Staatsforstrevier, über welches aus dem Jahre 1567 ziemlich ausführliche Nachrichten vorliegen. Schon damals werden 2 Brüche erwähnt, welche jährlich höchstens 20 bis 21 Öfen zu 33 bis 34 Malter Kalk liefern. […] Ob der ‚Weißer Ofen‘ 1 genannte Bruch, neben welchem ein alter außer Gebrauch gesetzter Kalkofen steht, und dessen Steine im Neunzehnhainer Kalkofen gebrannt werden, einer der damaligen beiden Brüche ist, ist zweifelhaft; vielleicht ist er vielmehr identisch mit einem der Marmorbrüche, die Kurfürst August’s Hofbildhauer Johann Maria Nosseni im Erzgebirge entdeckt hatte. Am 5. Mai 1585 nämlich verlieh der Kurfürst ‚seinem bestellten Bildhauer und Mahler Johann Marien Nosseni, […]‘, auf zwanzig Jahre das Recht, einen dort von Nosseni anzulegenden Bruch abzubauen […].“

Folgt man den Schilderungen August Schumanns, so bestand die Abbaustätte bei Lengefeld aus mehreren durch Flötzklüfte getrennte Lager, die jeweils 20 bis 40 Fuß mächtig waren. Den Kalkstein beschreibt er 1818 als von weißer Farbe und als ziemlich feinkörnig. Als begleitende Mineralien nennt er Gneis, dunkelgrünen Asbest, schörlartiges Gestein, schwarze und grüne Hornblende sowie eisenfarbigen, feinschuppigen, magnetischen Eisenstein.
Die erste bekannte Rissdarstellung des Kalkbruches Lengefeld stammt aus dem Jahre 1827. 1863 wurde ein erster Schacht geteuft, 1914 erfolgte dessen Stilllegung. 1899 begannen die Teufarbeiten für einen zweiten Schacht. Er wurde 1904 fertiggestellt und ging schließlich 1909 in Betrieb.
Nach dem Ende des Ersten Weltkriegs wurde das Werk 1919 dem Sächsischen Finanzministerium unterstellt. 1925 erfolgte die Umstellung auf einen Abbau im Stollenbetrieb. Zwei Jahre später wurde das Werk der „Direktion der Staatlichen Kalk- und Hartsteinwerke“ in Dresden unterstellt.
Während des Zweiten Weltkriegs wurden Teile der wertvollen Dresdner Kunstschätze ausgelagert. Neben 48 oberirdischen Depots unter anderem in Schlössern und Gutshäusern wurden auch zwei unterirdische Depots, neben dem Kalkwerk Lengefeld der Cottaer Tunnel, genutzt. Die hierher verlagerten Teilbestände der Dresdner Gemäldegalerie wurden in den Abbaukammern der zweiten Sohle eingelagert. Wegen der hohen Luftfeuchte wurden die eingelagerten Stücke erheblich in Mitleidenschaft gezogen. Das Depot wurde nach Kriegsende von der sowjetischen Trophäenkommission geräumt und die Kunstgegenstände als Kriegsbeute zunächst in die UdSSR verbracht, bevor sie an die DDR zurückgegeben wurden.
Der Betrieb des Kalkwerks wurde nach dem Ende des Zweiten Weltkriegs wiederaufgenommen. 1968 begann der Aufschluss des „Neuen Lagers“ westlich der historischen Anlagen, die schließlich 1986 musealen Zwecken zugeführt wurden. Nur drei Jahre nach dem Aufbruch von Schacht 3, der zunächst nur als Wetterschacht verwendet wurde, erfolgte 1975 die Einstellung der Branntkalkerzeugung.
1990 kam das Werk zur Erzgebirgischen Kalkwerke GmbH mit Sitz in Oberscheibe, die zu dem Zeitpunkt unter Verwaltung der Treuhandanstalt stand. 1992 wurde es Betriebsteil der GEOMIN Erzgebirgische Kalkwerke GmbH mit Sitz in Lengefeld. In der Folgezeit wurden die technischen Anlagen modernisiert. So wurde 1993 der Grubenbetrieb auf die Fahrlader-Abbaumethode (LHD – Load, Haul, Dump) umgerüstet, 1994 eine neue Feinsandanlage eingeweiht, 1999 eine neue Mischstation in Betrieb genommen sowie 2001 die Schachtförderanlage automatisiert. Nach Erwerb des Werkes durch die GEOMIN Erzgebirgische Kalkwerke GmbH produzierte diese am Standort Füllstoffe und getrocknete Körnungen für die Putz- und Betonsteinindustrie, Terrazzokörnungen und Füller für Bitumenmischanlagen sowie kohlensauren Magnesiumkalk als Düngemittel. Der Abbau von Rohmarmor wurde zuletzt in drei Blöcken der Lagerstätte durchgeführt.
Im Dezember 2015 erfolgte aus wirtschaftlichen Gründen die Einstellung der Gewinnungsarbeiten in Lengefeld. Bis dahin waren allein seit 1990 rund 2 Millionen Tonnen Marmor bei Förderleistungen von bis zu 100.000 Tonnen/Jahr gewonnen wurden. Der Abbau erfolgte im Kammer-Pfeiler-Bau auf 12 Sohlen bis in eine Teufe von circa 150 Metern. Die GEOMIN Erzgebirgische Kalkwerke GmbH wird den Standort Lengefeld als Aufbereitungsort für die im Kalkwerk Hammerunterwiesenthal gewonnenen Rohstoffe jedoch weiter betreiben. Die Grubenbereiche sollen in den nächsten Jahren verwahrt werden.

## Museum Kalkwerk Lengefeld

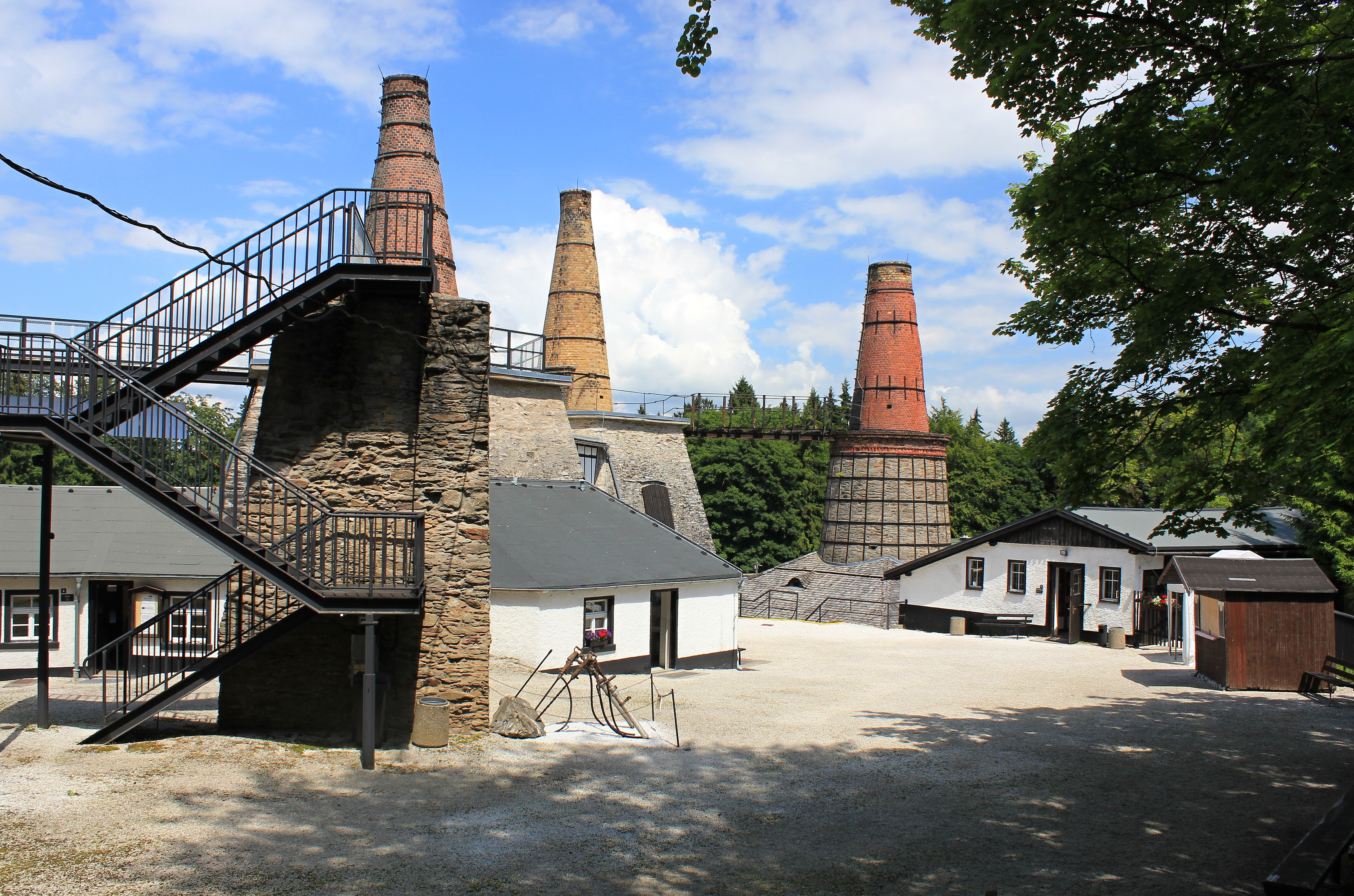
Blick auf einen Teil der musealen Anlagen

Die historischen technischen Anlagen des Kalkwerks Lengefeld sind ein ausgewiesenes technisches Denkmal. Das Museum zählt zu den bedeutendsten Anlagen der alten Bindemittelindustrie in Europa. In dem Denkmalkomplex Kalkwerk Lengefeld sind vier Kalkbrennöfen, das Kohlenlager, das Kalkmesserhaus, ein Kauegebäude, ein Wachegebäude, der Förderschacht und -turm II, ein Feuerwehrdepot, Pferdeställe, Brecheranlagen, eine Kalkniederlage, das Faktorhaus, eine Schmiede, eine Kompressorstation, ein Pulverhaus, eine Kalkmühle sowie Verbindungsbrücken zu den Kalkbrennöfen erhalten. In diesen Anlagen ist die komplette Prozesskette ausgehend von der Gewinnung des Rohmaterials bis hin zur Steinmehl- und Branntkalkherstellung nachvollziehbar. Im großen Tagebruch, der im Rahmen geführter Rundgänge ebenfalls besichtigt werden kann, sind zudem das ehemalige Sprengmittellager, ein Wasserabführungsstollen sowie Bergbaumaschinen und -geräte öffentlich zugänglich. Das Museum Kalkwerk Lengefeld gehörte zeitweise dem Zweckverband Sächsische Industriemuseen an. Die historischen Anlagen des Kalkwerks Lengefeld sind eine ausgewählte Stätte des UNESCO-Welterbes Montanregion Erzgebirge.
Die 1995 gegründete „Knappschaft Kalkwerk Lengefeld“ kümmert sich um den Erhalt der historischen Anlagen sowie allgemein der Pflege bergmännischer Traditionen. Sie veranstaltet zudem im Abstand von zwei Jahren das Kalkofenfest.

## Fauna-Flora-Habitat

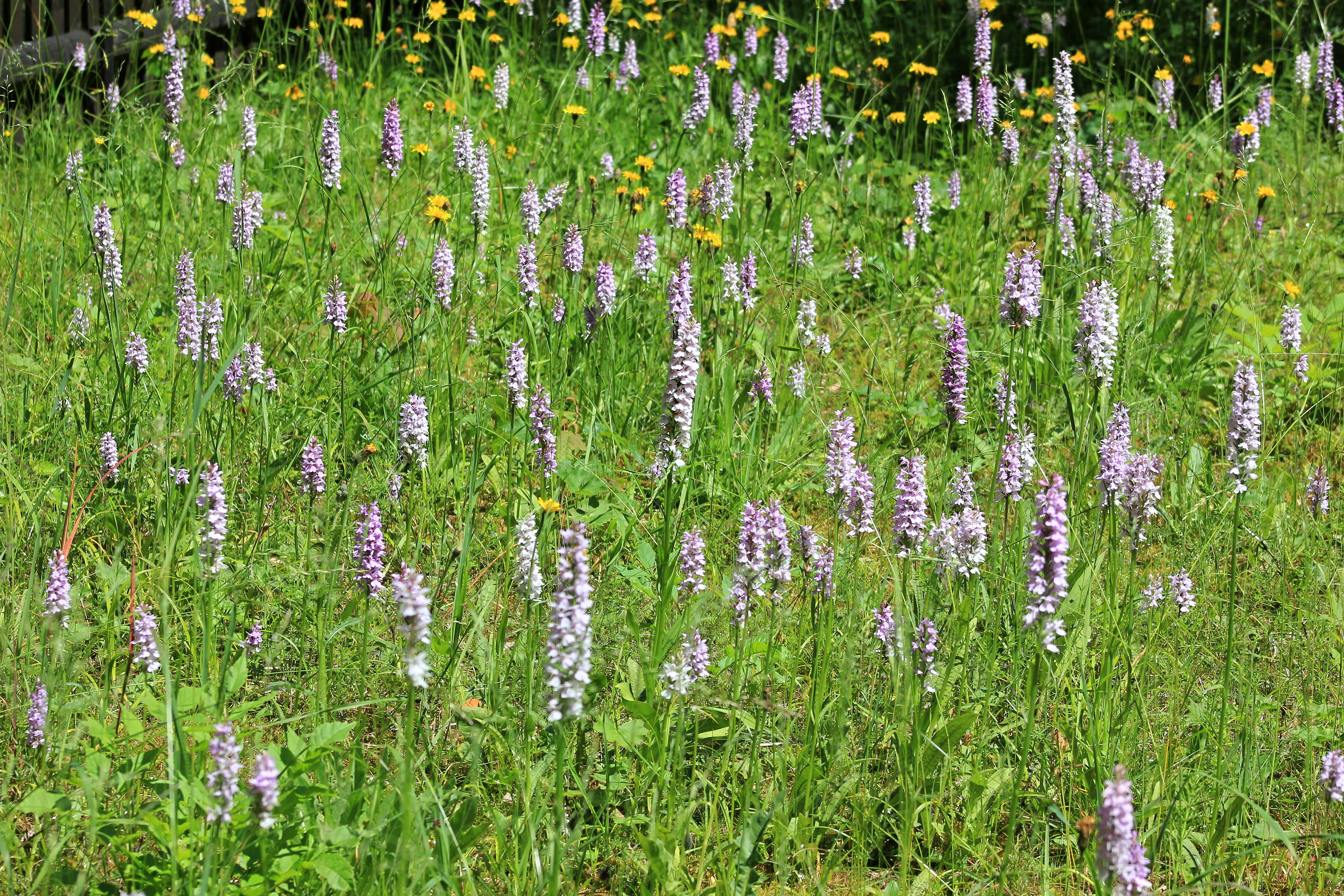
Orchideenwiese auf der Tagebruchsohle

Das Gebiet des ehemaligen Tagebruchs unweit der historischen Anlagen wurde durch den Freistaat Sachsen als eigenständiges FFH-Gebiet ausgewiesen. Flora und Fauna bestechen durch eine Vielzahl seltener Pflanzen- und schutzwürdiger Tierarten. In den Sommermonaten (Juni–Juli) blühen tausende wildwachsende Orchideen (vor allem Knabenkräuter) auf der Tagebruchsohle.